# Schloss Weidenthal

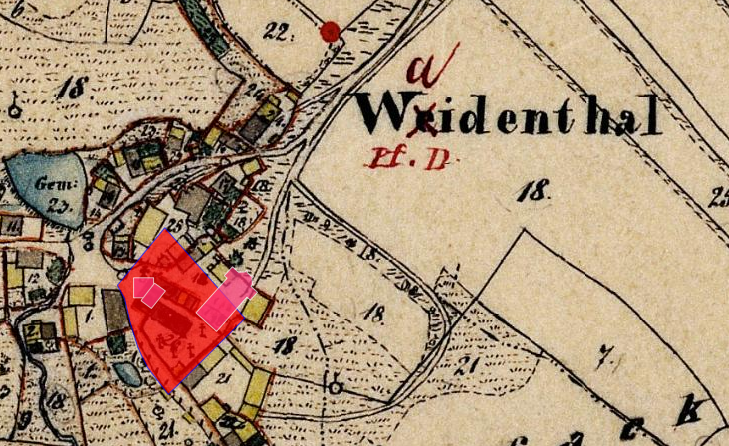
Lageplan von Schloss Weidenthal am See auf dem Urkataster von Bayern

Das abgegangene Schloss Weidenthal  befand sich im oberpfälzischen Ort Weidenthal, heute einem Teil der Gemeinde Guteneck im Landkreis Schwandorf. „Untertägige mittelalterliche und frühneuzeitliche Befunde der abgegangenen Kirche St. Willibald und des abgegangenen Schlosses von Weidenthal“ werden als Bodendenkmal unter der Aktennummer D-3-6539-0167 geführt.

## Geschichte
Durch Weidenthal führte eine Altstraße (Saugtreiberstraß oder Saustraß genannt) von Amberg über Nabburg in Ost-West-Richtung von Weidenthal nach Schönsee und von dort an die böhmische Grenze.
In Weidenthal war ab 1147 bis Ende des 13. Jahrhunderts das edelfreie Geschlecht der Weidenthaler ansässig. Im 13. Jahrhundert wurde einem Reginger de Tegenisperge von Irinfrid  von Schwarzenberg auch ein predium quod dicitur Weidental übergeben, das Gisilbertus de ... Weidintal dem Kloster Reichenbach schenkte. In der Traditionsnotiz wird unter den Zeugen ein Otto de Tegeninisperge (= Tännesberg), ein Ministeriale der Markgrafen Diepoldinger, genannt; in der Zeugenliste stehen an erster Stelle die Brüder Gebhard und Markward von Leuchtenberg. Guteneck und Weidenthal bildeten seit dem 13. Jahrhundert unter den Murachern eine besitz- und rechtsgeschichtliche Einheit. 1346 treten Heinrich und Albert von Murach, die Familie war von 1272 bis 1574 Besitzer von Guteneck, als Verkäufer eines Viertelhofes von Weidenthal auf. Wolff Albrecht von Murach 1593 musste wegen hoher Verschuldung Guteneck und Weidenthal an seinen Schwager, den Hans Adam Freiherrn von Kreith (Kreuth), verkaufen.
Kirchlich gesehen war Weidenthal bis 1557 eine Filiale zu Gleiritsch. Das Patronat hatte die Familie von Plassenberg inne. Seit 1556 galt in Gleiritsch die lutherische Konfession. Weidenthal wurde 1692 zu einer katholischen Pfarrei und Gleiritsch war seitdem eine Filiale zur Weidenthal.